# Winston Ntshona
Winston Ntshona (Port Elizabeth, 6 ottobre 1941 – Port Elizabeth, 2 agosto 2018) è stato un attore e drammaturgo sudafricano.
Nel 1975 ha vinto il Tony Award al miglior attore protagonista in uno spettacolo per le sue performance in The Island e Sizwe Banzi is Dead a Broadway.

## Filmografia

### Cinema
- I 4 dell'Oca selvaggia (The Wild Geese), regia di Andrew V. McLaglen (1978)
- Ashanti, regia di Richard Fleischer (1979)
- Marigolds in August, regia di Ross Devenish (1980)
- I mastini della guerra (Dogs of War), regia di John Irvin (1980)
- Gandhi, regia di Richard Attenborough (1982)
- The Stick, regia di Darrell Roodt (1988)
- Un'arida stagione bianca (A Dry White Season), regia di Euzhan Palcy (1989)
- Night of the Cyclone, regia di David Irving (1990)
- La forza del singolo (The Power of One), regia di John G. Avildsen (1992)
- Che aria tira lassù? (The Air Up There), regia di Paul Michael Glaser (1994)
- The Storekeeper, cortometraggio, regia di Gavin Hood (1998)
- Tarzan - Il mistero della città perduta (Tarzan and the Lost City), regia di Carl Schenkel (1998)
- Sognando l'Africa (I Dreamed of Africa), regia di Hugh Hudson (2000)
- Malunde, regia di Stefanie Sycholt (2001)
- Blood Diamond - Diamanti di sangue (Blood Diamond), regia di Edward Zwick (2006)

### Televisione
- BBC2 Playhouse - serie TV, 1 episodio (1974)
- 2nd House - serie TV, 1 episodio (1974)
- The Good Fight - serie TV, 1 episodio (2006)
- The No. 1 Ladies' Detective Agency - serie TV, 1 episodio (2008)

## Doppiatori in italiano
- Glauco Onorato in I 4 dell'oca selvaggia
- Piero Tiberi in Un'arida stagione bianca
- Claudio Fattoretto in Sognando l'Africa